# فابيو لويس
فابيو لويس (بالبرتغالية: Fábio Luís Santos de Almeida‏) (2 أغسطس 1983 ببورتو أليغري في البرازيل - ) هو لاعب كرة قدم برازيلي في مركز الهجوم. لعب مع نادي أفاي لكرة القدم ونادي تريزه.

## وصلات خارجية
- فابيو لويس على موقع دوري كوريا الجنوبية (الإنجليزية)
- فابيو لويس على موقع قاعدة بيانات كرة القدم.إي يو (الإنجليزية)
- فابيو لويس على موقع Soccerway.com (الإنجليزية)